# سيبرايل ماكريكيس
سيبرايل ماكريكيس (مواليد 10 مايو 2000) هو لاعب كرة قدم مصري لاتفي المولد يشغل مركز ظهير أيمن رفقة نادي لفرينسفاروش المجري.

## روابط خارجية
- سيبرايل ماكريكيس على موقع الاتحاد الأوربي (الإنجليزية)
- سيبرايل ماكريكيس على موقع قاعدة بيانات كرة القدم.إي يو (الإنجليزية)
- سيبرايل ماكريكيس على موقع عالم كرة القدم.نت (الإنجليزية)